# Sigma Alimentos
 (mai 2022).
Si vous disposez d'ouvrages ou d'articles de référence ou si vous connaissez des sites web de qualité traitant du thème abordé ici, merci de compléter l'article en donnant les références utiles à sa vérifiabilité et en les liant à la section « Notes et références ».
Sigma Alimentos S.A. de C.V., plus communément désignée Sigma Alimentos, est un groupe de production agroalimentaire mexicain créé en 1939 et basé à San Pedro. Il distribue des aliments réfrigérés, principalement des viandes froides, des fromages et des yaourts comme Fud, Chen, San Rafael, Guten et Yoplait.
Le groupe fait partie du conglomérat ALFA qui est divisé en 4 branches : Alpek (pétrochimie), Sigma (aliments réfrigérés), Nemak (aluminium) et Onexa (télécommunications).

## Activités
Sigma possède un important catalogue de marques alimentaires :
- salaisons et charcuterie : Aoste, Campofrío, Justin Bridou[3], Cesar Moroni, Marcassou, Otto Kunz, Revilla, San Rafael, Tangamanga
- produits laitiers : Camelia Chen, Fud, Monteverde, Sosua, Yoplait

Ces différentes marques sont produites et distribuées au Mexique, en Amérique Latine, aux États-Unis et en Europe (via Campofrío Food Group).